# Valentin Weigel

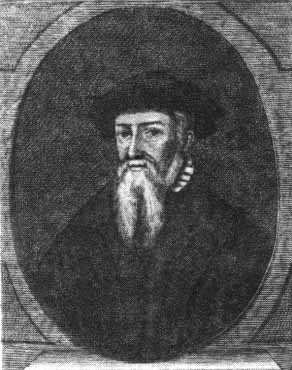
imagen de Valentin Weigel

Valentin Weigel (o Weichel; Hayn, 7 de agosto de 1533 – Zschopau, 10 de junio de 1588) fue un teólogo, filósofo y escritor místico alemán, de Sajonia, así como un importante precursor de la teosofía posterior.
Weigel nació en Hayn, cerca de Dresde, en el seno de una familia católica. Estudió en Meissen, Leipzig y Wittenberg. En 1567 se hizo pastor luterano en Zschopau, cerca de la ciudad de Chemnitz, donde vivió una vida tranquila, dedicado a escribir.
Weigel fue más conocido por su creencia de que la Virgen María había nacido también de un nacimiento virginal, creencia que se basaba en la idea de inmaculada concepción, según la cual María también debía estar libre de pecado para poder llevar a Dios en su vientre. Weigel mantuvo tales ideas en secreto y las confió sólo a amigos cercanos (a diferencia de Jakob Böhme), cumpliendo con sus deberes parroquiales y manteniendo un perfil bajo. Dejó alrededor de 6,000 páginas en obras impresas o manuscritas. Las ideas de Weigel sobre la naturaleza humana sólo se publicaron de manera gradual y póstuma. Johann Arndt, Gottfried Arnold y Gottfried Leibniz ayudaron a difundir las ideas de Weigel. Sus enseñanzas se conocen como weigelianismo.
El misticismo de Weigel estuvo influenciado por el de Juan Taulero y por las doctrinas de Paracelso; fue asimismo seguidor de Sebastian Franck y de Kaspar Schwenckfeldt , y como estos dos, puso énfasis en la vida interior. Weigel abogaba por una «iglesia espiritual» en la que se pudiera conocer a Cristo sin libros ni sagradas escrituras.

## Pensamiento

### Ideas místicas
El misticismo de Weigel estaba influido por las enseñanzas del místico alsaciano Juan Taulero y las doctrinas de Paracelso, pero también por Sébastien Franck y Kaspar Schwenckfeld, dos controvertidos teólogos de la primera mitad del siglo XVI. Al igual que estos dos predecesores, puso el énfasis en la profundización de la vida interior y consideró que lo importante no era el Jesús del que habla el Evangelio, sino el Cristo que nace en lo más profundo del alma humana. Mediante su presencia en el corazón del alma, Cristo puede llevarla a liberarse de su naturaleza inferior y mostrarle el camino hacia el ideal que debe alcanzar.
Weigel sintió la necesidad de determinar exactamente cuál era su propia posición en relación con las doctrinas religiosas. Esto le llevó a analizar los fundamentos de todo conocimiento, de modo que llegó a la convicción de que lo único que las cosas externas pueden enseñarnos puede emanar solamente de nuestra propia interioridad. Si queremos conocer el mundo sensible, no podemos permanecer pasivos y dejar simplemente que actúe sobre nosotros. Debemos ser activos y extraer el conocimiento de nuestro propio interior. La representación de la cosa observada sólo despierta el conocimiento en la mente. Puesto que el conocimiento del mundo sensible no puede venir de fuera, lo mismo debe aplicarse al conocimiento de las cosas espirituales. Puesto que no pueden venir de fuera, sólo pueden originarse en el alma. Por tanto, no se trata de una revelación exterior, sino de un despertar interior. Para obtener el conocimiento del mundo exterior, el hombre debe ser activo y salir al encuentro de los objetos que desea conocer. Para obtener un conocimiento superior, por el contrario, debe permanecer pasivo, pues es en su interior donde se encuentra la representación del objeto a conocer. El hombre debe pues abrazar su esencia. El conocimiento del espíritu se le aparece así como el resultado de una iluminación de lo alto (iluminismo).
Puesto que el Verbo divino, Cristo, reside en el hombre, no hay necesidad de buscar a Dios en la naturaleza, como sugiere Paracelso. Lo visible nace del espíritu invisible, y es el espíritu invisible el que explica la actividad de la Naturaleza. Según Weigel, son los ángeles los que dan origen al mundo visible, siendo ellos mismos generados por la luz divina. Para dar origen al mundo visible, los ángeles utilizan los cuatro elementos y las fuerzas invisibles, principios que están en el origen de toda la materia.

## Obras
- "Unterrichts-Predigt: Wie man christlich trauern und täglich solle im Herrn sterben", 1576
- "Libellus de vita beata", 1609
- "Ein schön Gebetsbüchlein, welches die Einfältigen unterrichtet", 1612
- "Der güldene Griff, alle Ding ohne Irrtum zu erkennen", 1613
- "Ein nützliches Traktätlein vom Ort der Welt", 1613
- "Diálogo de Cristianismo", 1614
- "Erkenne dich selbst", 1615
- "Informatorium oder Kurzer Unterricht", 1616 (versión expandida: "Soli deo gloria", 1618)
- "Kirchen-oder Hauspostill", 1618
- "Libellus disputatorus", 1618
- "De bono et malo in homine", 1618
- "Zwei schöne Büchlein", 1618
- "Studium universale", 1618
- "Tractatus de opere mirabili", 1619